# Haito Doest
Haito Doest is een Surinaams-Nederlands zangeres.
Ze kreeg in Suriname landelijke bekendheid toen zij in 1996 in een duet met Clinton Kaersenhout het winnende lied zong tijdens SuriPop. Zij zongen het door Siegfried Gerling geschreven Aku cinta padamu. Voor Kaersenhout betekende het de start van zijn loopbaan als artiest; Doest begon daarentegen eerst haar studie aan de TU Delft in Nederland en sloot deze in 2003 af als ingenieur (ir.).
In Nederland is ze muzikaal nog actief als zangdocent en treedt ze bij gelegenheid op, zoals tijdens het Haags Pop Podium en als leadzangeres voor het Amsterdams Havenkoor.